# Abiko
Abiko (jap. 我孫子市 Abiko-shi) – miasto w Japonii, na wyspie Honsiu (Honshū), w  prefekturze Chiba. Ma powierzchnię 43,15 km². W 2020 r. mieszkało w nim 130 590 osób, w 56 265 gospodarstwach domowych  (w 2010 r. 134 047 osób, w 53 172 gospodarstwach domowych).